# Proposition de loi Peyret
La Proposition de loi Peyret est un texte de loi portant sur l'avortement présenté à l'Assemblée nationale en 1970, par Claude Peyret. Le texte prévoyait un élargissement des conditions d'accès à l'avortement thérapeutique en cas de viol, mais n'a pas été appliqué.

## Contexte historique

### Début duXXesiècle
Cette proposition découle d'un certain nombre d'événements et de lois, notamment depuis le début du XXe siècle. Le 31 juillet 1920, une loi interdisant la contraception ainsi que l'avortement est promulguée. Elle est par la suite renforcée par différentes lois (le code de la famille renforce la répression en 1939, sections spéciales de policiers créées, loi de 1942 qui en fait un crime d’État passible de peine de mort : Marie-Louise Giraud est condamnée à mort et guillotinée pour l'exemple le 30 juillet 1943).

### Les Trente Glorieuses
Pendant la période des Trente Glorieuses, et plus précisément durant les années soixante, la France assiste à une vague féministe (dite deuxième vague féministe, car elle suit la première vague, qui commence au milieu de XIXe siècle) prônant l'émancipation sexuelle et affirmant l'égalité des sexes). En 1960, le Mouvement français pour le planning familial (MFPF) voit le jour. Cette décennie voit également apparaître le Mouvement de libération des femmes (MLF) (né notamment des événements de mai 68), une figure centrale du féminisme. En 1967, première victoire pour les mouvements féministes, avec l'entrée en vigueur de la loi Neuwirth qui autorise la contraception, même si cette dernière ne sera pas véritablement libéralisée ni remboursée avant 1974. En effet en 1970, seules 6 % des femmes prennent la pilule. En 1969, des médecins proches du MFPF créent l'Association nationale pour l'étude de l'avortement (ANEA). Elle remet en cause la loi de 1920 dans une optique essentiellement médicale (les risques de l'avortement clandestin sont considérés comme inacceptables) et non politique (pour ces médecins, le problème n'est pas de donner ou non le choix aux femmes). C'est en 1970 que Claude Peyret propose un texte de loi sur l'avortement à l'Assemblée nationale,.

## Naissance de la proposition

### L'ANEA
Avant de devenir la proposition de loi n°1347, c’est initialement une proposition de loi faite par L’ANEA en mai 1970. En effet, l’association demande un élargissement des conditions de l’avortement thérapeutique, qui n’est pour l’instant autorisé que dans le cas où la vie de la mère est en danger. Il préconise l’avortement dans les situations suivantes :
- La santé physique ou morale de la mère peut être altérée par la grossesse.
- Lorsque l’enfant risque sérieusement de naître avec une maladie grave ou une malformation, qu’elle soit psychique ou physique.
- La mère est âgée de moins de seize ans et célibataire.
- L’un des deux parents est atteint d’un problème mental.
- Les parents ne sont pas capables d’assurer les soins matériels et moraux du futur enfant.
- La grossesse est la conséquence de violence ou acte criminel (la femme devrait alors être auditionnée par une commission d’experts médicaux et sociaux)[5].

### Claude Peyret
Claude Peyret, catholique, médecin et député gaulliste raconte dans son livre Avortement : pour une loi humaine, comment il en est parvenu à cette proposition. Dans son récit, il explique comment dans ses débuts en tant que médecin il dû refuser d’aider une femme désirant avorter. Quand il apprend que celle-ci est décédée quelques jours plus tard à la suite d’un avortement clandestin, il ne peut rester sans rien faire, même si cela va à l’encontre de ses convictions religieuses. « C'est, dit-il, contre moi-même qu'il a fallu d'abord me battre. Comme catholique, comme médecin, comme gaulliste, tous mes engagements étaient à repenser. »

## Contenu de la proposition
C’est donc le texte proposé par l’ANEA que Claude Peyret reprend et dépose en juin 1970. Cependant, après avoir été remaniée, la proposition restreint les conditions et n’autorise l’IVG que dans trois cas :
- Lorsque la vie de la mère est en danger à plus ou moins long terme.
- En cas de viol ou d’inceste.
- Lorsque l’on sait avec certitude que l’enfant à naître sera atteint d'anomalies mentales ou corporelles importantes[7].

L’avortement ne serait également autorisé qu’avant la douzième semaine de grossesse.

## Réactions

### Réaction post-événement de l'auteur
Claude Peyret confessera dans son livre que sa proposition était trop restrictive et ne permettait pas de résoudre le problème de l’avortement clandestin. S’il « [continuait] à désapprouver philosophiquement et religieusement l’avortement », il est bien conscient qu'« une femme décidée (…) à se faire avorter y [parviendrait], quoi qu’il lui en coûte… », et justifie donc par là sa volonté d’un changement de la loi qu’il juge alors trop rigide.

### Réactions des mouvements féministes
Le 5 avril 1971, le journal le Nouvel Observateur publie le manifeste des 343 (aussi appelé manifeste des « 343 salopes » à cause de la caricature publiée par Charlie Hebdo par la suite). Le manifeste, écrit par Simone de Beauvoir est un appel des femmes à la légalisation de l’avortement, et une revendication par les femmes de la liberté de contrôler leur corps. 343 signataires (beaucoup de femmes célèbres) annoncent publiquement avoir avorté, afin de défier l’État français et ses représentants politiques et religieux. Le Manifeste cite la loi Peyret et se positionne contre, demandant une pure et simple suppression de la loi anti-avortement,.

### Réactions des opposants à l'avortement
En réaction à la proposition de loi Peyret, une centaine de personnalités se révoltent. Quelques mois après l’annonce de la proposition, ces dernières dénonçaient « cette tentative de légalisation du meurtre, premier pas dans la voie de l’extermination idéologique qui, après les bébés mal aimés, prendra pour cibles les infirmes et les impotents, les débiles mentaux et les clochards… » L’association Laissez-les vivre est créée en janvier 1971 par Geneviève Poullot, Paul Chauchard et Jean-Baptiste Grenouilleau. Son but est de « promouvoir la valeur spécifique de toute vie humaine, qui doit être respectée dès sa conception… aider la femme à assumer sa maternité ». Jean-Baptiste Grenouilleau, réagit vivement au projet de Claude Peyret, et plus généralement à l’idée que les femmes réclament le droit d’avorter. Il craint que ce ne soit le début d’une nouvelle ère, dans laquelle des abus d’avortement, d’euthanasie ou d’eugénisme ne soient commis sous la pression de l’opinion publique. 